# ولی‌فرد (واشینگتن)
ولی‌فرد، واشینگتن (به انگلیسی: Valleyford, Washington) یک منطقهٔ مسکونی در ایالات متحده آمریکا است که در شهرستان اسپوکن، واشینگتن واقع شده‌است.

## خصوصیات
ولی‌فرد ۷۵۸٫۰۵ متر بالاتر از سطح دریا واقع شده‌است.